# Thorvald Madsen
Thorvald Johannes Marius Madsen, född 18 februari 1870 på Frederiksberg, död 14 april 1957, var en dansk läkare och bakteriolog. Han var son till generalen, försvarsministern och vapenkonstruktören Herman Madsen.
Madsen blev student 1886, medicine doktor 1896, föreståndare för danska statens seruminstituts laboratorium 1902, institutets direktör 1909 och, samma år, även Sundhetsstyrelsens konsulent i bakteriologi och epidemiologi. Madsens viktigaste vetenskapliga forskning rör serumimmuniteten. Hit hör bland annat Experimentelle undersøgelser om difterigiften (1896) och Om difterigiftens konstitution (1899). Särskilt uppmärksammat blev hans i samarbete med Svante Arrhenius utförda arbete Physical Chemistry Applied to the Study of Toxins and Antitoxins (i festskrift vid invigningen av danska statens seruminstitut, 1902), varvid den fysikaliska kemins metoder först prövades i tillämpningen på serumterapin. 
Madsen var inte bara en auktoritet inom det danska medicinalväsendet, utan även en framstående ledare för forskningen vid danska seruminstitutet, som besöktes av forskare från många olika länder. Under första världskriget befäste han ytterligare det anseende han och seruminstitutet åtnjöt i Europa, genom att han för Röda korset företog en rad resor till krigsfångelägren. År 1921 blev han president för Nationernas förbunds hygieniska kommitté, och danska seruminstitutet utsågs samma år i London till centrallaboratorium för standardisering av sera. Madsen var ledamot av bland annat Svenska Läkaresällskapet (1903), Fysiografiska sällskapet i Lund (1911) och Vetenskapsakademien i Stockholm (1915) samt tilldelades Buchananmedaljen 1932.